# Pentameris swartbergensis
Pentameris swartbergensis är en gräsart som beskrevs av N.P.Barker. Pentameris swartbergensis ingår i släktet Pentameris och familjen gräs. Inga underarter finns listade i Catalogue of Life.